# Poliove (Crimea)
|  | Per a altres significats, vegeu «Polevoie». |

Poliove (en (ucraïnès): Польове, en rus: Полевое, Polevoie) és un poble de la República Autònoma de Crimea a Ucraïna, que el 2014 tenia 382 habitants. Pertany al districte rural de Djankoi. Fins al 1945 la vila es deia Karà-Totanai.